# Friedrich von Porbeck
Friedrich Wilhelm Ernst Heinrich von Porbeck (* 15. September 1802 in Marburg; † 29. Juli 1867 in Karlsruhe) war Generalleutnant der Badischen Armee und Mitglied der Ersten Kammer der badischen Ständeversammlung.

## Leben
Friedrich von Porbeck wurde als Sohn des Generalmajors Heinrich von Porbeck und dessen Ehefrau Amalie Bornemann (1778–1813) geboren. Wie sein Vater entschied er sich für eine militärische Laufbahn, kam in die Badische Armee und wurde 1819 zum Secondelieutenant ernannt. 1825 wurde er Inspektionsadjutant im Generalstab und im Jahr darauf zum Premierlieutenant befördert. Er blieb zunächst im Generalstab und stieg dort zum Oberstleutnant auf. 1848/1849 nahm er mit dem badischen Truppenkontingent am Krieg des Deutschen Bundes gegen das Königreich Dänemark teil. 1851 zum Oberst befördert, wurde er 1852 Kommandeur eines Regiments und drei Jahre später Generalmajor und Brigadekommandeur der 55. Infanterie-Brigade. Mit der Beförderung zum Generalleutnant im Jahre übernahm er das Kommando über die Infanterie und war Garnisonskommandant. 1859 wurde er aus dem militärischen Dienst entlassen.
Von 1855 bis 1858 war er ernanntes Mitglied der Ersten Kammer der badischen Ständeversammlung.

### Öffentliche Ämter
- 1864 Vorstandsmitglied in der Verwaltungskommission der Militärwitwenkasse

### Auszeichnungen
- 1829 Ritterkreuz des hannoverschen Guelphenordens
- 1832 Ritterkreuz des Zähringer Löwenordens
- 1849 Ritterkreuz des militärischen Karl-Friedrich-Verdienstordens
- 1855 russischer St. Stanislausorden 1. Klasse
- 1856 Großkreuz des braunschweigischen Ordens Heinrich des Löwen,
- 1856 Kommandeurskreuz 1. Klasse des Zähringer Löwenordens
- 1856 preußischer Roter Adlerorden 2. Klasse mit Stern
- 1857 Großoffizierskreuz des französischen Ordens der Ehrenlegion
- 1857 russischer St. Annaorden 1. Klasse
- 1858 dänischer Danebrogorden 1. Klasse

### Familie
In erster Ehe vermählte sich Porbeck mit Hannah Colman (1805–1844, Tochter des britischen Gouverneurs von Goa, Sir Arthur Colman). Nach ihrem Tod heiratete er am 2. September 1846 in Karlsruhe Sophie Steinwachs (1824–1867). Aus der Ehe ist die Tochter Emmy Georgina Mathilde (* 1851) hervorgegangen, die mit Albrecht Rüdt von Collenberg-Bödigheim (1845–1909, Landgerichtsdirektor und Mitglied des badischen Landtags) verheiratet war.